# Innbygda
Innbygda är en tätort i Trysils kommun i Innlandet fylke i östra Norge. Orten ligger vid fylkesväg 26 och Trysilelva. Den utgör kommunens centralort såväl som största tätort.

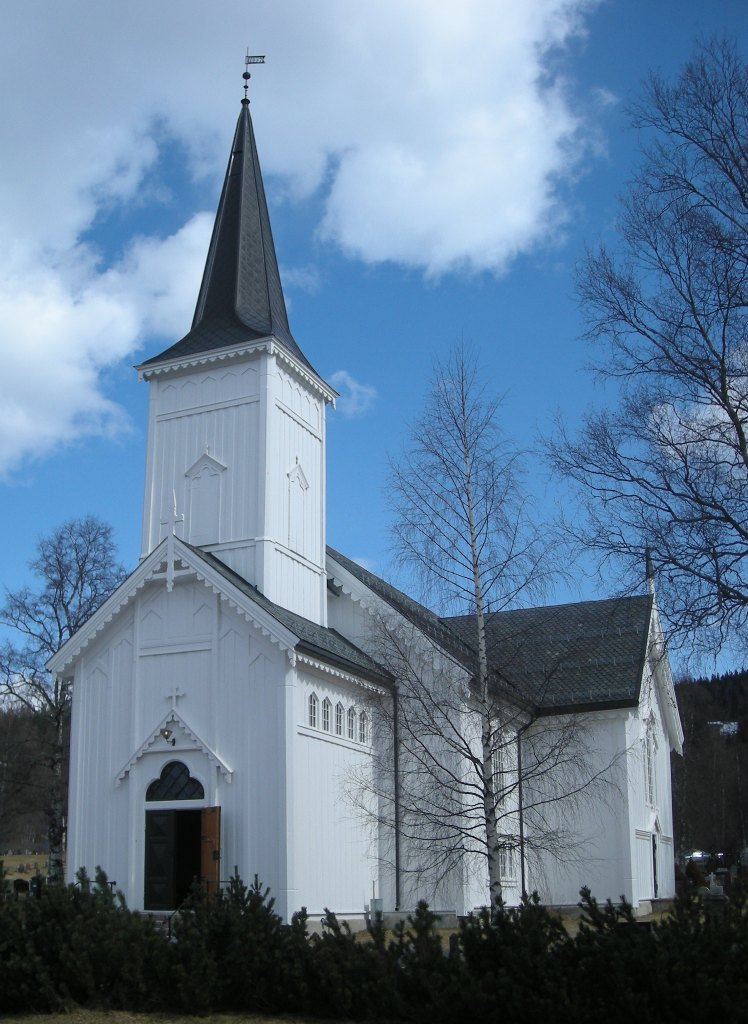
Trysils kyrka i Innbygda.